# Black Prince Motors
Die Black Prince Motors Ltd. war ein britischer Hersteller von Cyclecars, die in Barnard Castle (County Durham) ansässig war. 1920 stellten sie in kleiner Zahl vierrädrige Cyclecars her.

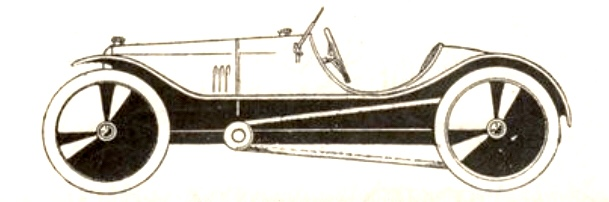
Black Prince um 1920

## Beschreibung
Der Wagen war von H. G. White entworfen worden und wurde von einem luftgekühlten Union-Motor mit ein oder zwei Zylindern angetrieben. Beide Motoren entwickelten 2,75 bhp (2 kW). Die Hinterräder wurden über ein zweistufiges Riemengetriebe angetrieben. Auf Wunsch war stattdessen auch ein Stirnradgetriebe erhältlich.
Sowohl das Fahrwerk als auch die offene Karosserie waren aus Holz. Die Flexibilität dieses Holzes ersetzte eine Federung.
Die Anzahl der insgesamt gefertigten Exemplare ist nicht bekannt, aber bis heute haben zwei Stück überlebt.